# Ilha Hayling
A Ilha Hayling (em inglês:  Hayling Island) é uma ilha na costa sul da Inglaterra, no distrito de Havant, condado de Hampshire, a leste de Portsmouth.

## História

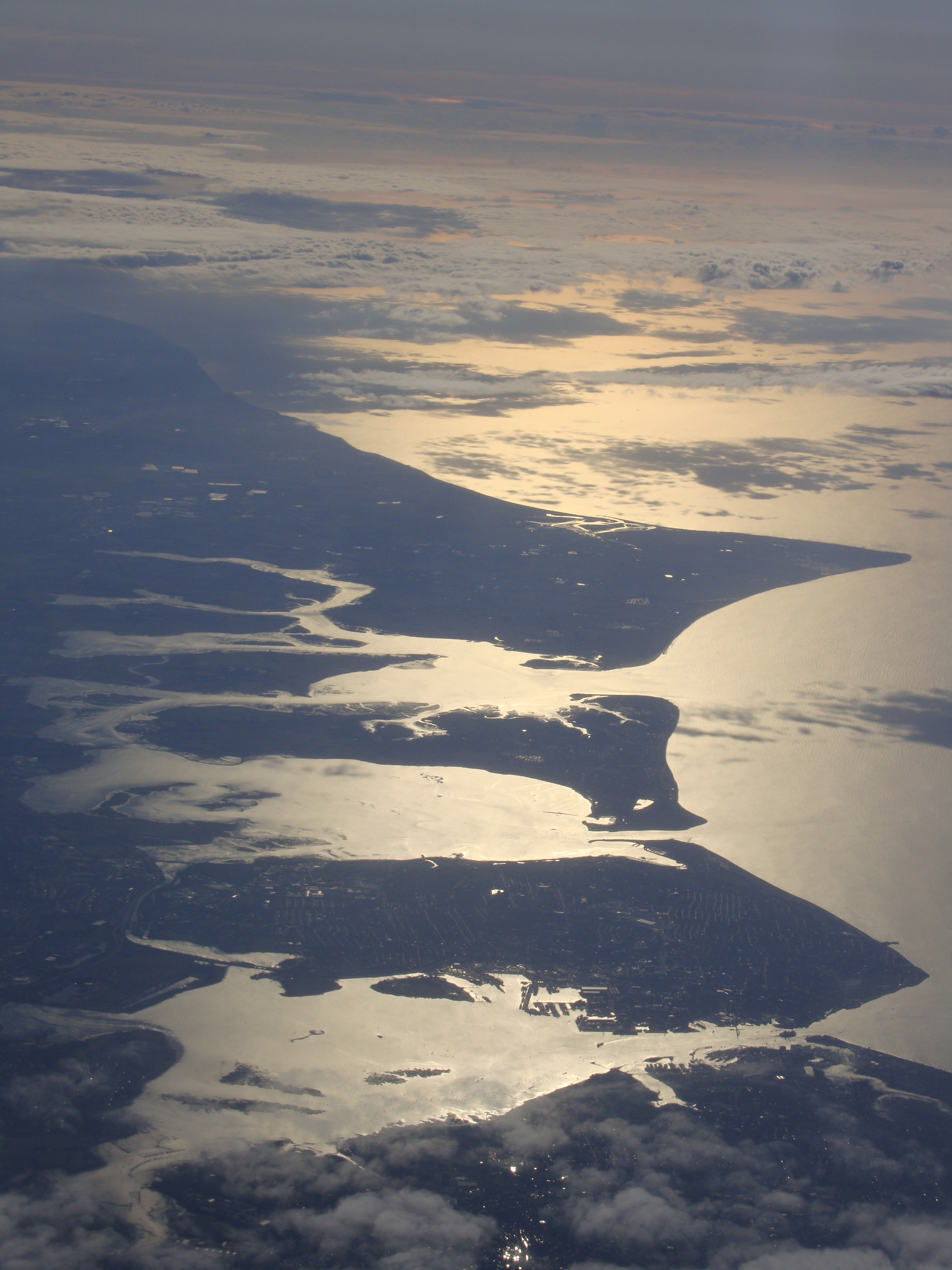
Ilha Hayling entre Selsey Bill e Ilha Portsea, vista do oeste, com o norte à esquerda

Um santuário da Idade do Ferro no norte da Ilha Hayling foi posteriormente transformado em um templo romano no século I a.C. e registrado pela primeira vez no Topographical and Historical Account of Hayling Island (1826), de Richard Scott. O local foi escavado entre 1897 e 1907 e novamente de 1976 a 1978. Os restos agora estão enterrados sob terras agrícolas. A primeira moeda creditada a Cômio encontrada em uma escavação arqueológica foi encontrada no templo. Esse Cômio provavelmente era filho do Cômio mencionado por Júlio César, embora seja possível que a moeda tenha sido emitida pelo mesmo Cômio.
A produção de sal era um setor econômico na ilha desde o século XI, e o Domesday Book registra uma salina no local. Esse comércio continuou até o final do século XIX.
Os monges da Abadia de Jumièges, na Normandia, começaram a construir a Capela de Northwode por volta de 1140, que se tornou o local da atual Igreja de São Pedro, atualmente a igreja mais antiga da ilha. Os três sinos de São Pedro, fundidos por volta de 1350, são um dos mais antigos da Inglaterra. A Igreja de Santa Maria tem um projeto padrão para as igrejas de sua época, mas as paredes foram construídas com uma argamassa de conchas locais e seixos da praia. Acredita-se que o teixo antigo no pátio da igreja seja o teixo mais antigo do condado, com uma circunferência de cerca de nove metros. As estimativas de sua idade variam de mais de mil a quase dois mil anos.
O túmulo da princesa Catherine Yurievskaya (1878-1959), filha de Alexandre II da Rússia, que viveu em North Hayling por muitos anos, fica no cemitério da igreja de São Pedro e o de George Glas Sandeman, sobrinho do fundador da Sandeman Port e segundo diretor da empresa, é proeminente na parte nordeste do cemitério de Santa Maria.
Em maio de 1944, a ilha foi o local de uma invasão simulada durante o exercício militar Fabius, ensaiando os preparativos para o Dia D.
Em 1982, a Corte de Apelação Inglesa reconheceu a arte anterior de Peter Chilvers, que em 1958, quando era um garoto de 12 anos na Ilha Hayling, montou sua primeira prancha combinada com uma vela. Ela tinha todos os elementos do windsurf moderno. O tribunal considerou que as inovações posteriores eram "meramente uma extensão óbvia" e manteve a reivindicação do réu com base em filmagens. Esse caso judicial estabeleceu um precedente significativo para a lei de patentes no Reino Unido, em termos de atividade inventiva. O caso, Chilvers, Hayling e uma réplica da prancha original de Chilvers foram apresentados em um episódio do programa The One Show da BBC em 2009.
Em 20 de outubro de 2013, pelo menos cem propriedades na ilha foram danificadas quando ela foi atingida por um tornado. Não houve registro de feridos.

## Geografia
A Ilha Hayling é uma ilha autêntica, cercada por água. Observando sua orientação de norte a sul, ela tem o formato de um T invertido, com cerca de 6,5 km de comprimento e 6,5 km de largura. Uma ponte rodoviária conecta sua extremidade norte ao continente da Inglaterra em Langstone. A Hayling Ferry é uma pequena balsa para pedestres que faz a conexão com a área de Eastney, na cidade de Portsmouth, na vizinha da Ilha Portsea. A oeste, fica o Langstone Harbour e, a leste, o Chichester Harbour.
A praia natural de Hayling era predominantemente arenosa, mas nos últimos anos tem sido coberta mecanicamente com cascalho do leito de Solent, em um esforço para reduzir a erosão da praia e diminuir o potencial de inundação das terras baixas. Na maré baixa, é possível ver o banco de areia East Winner, que se estende por cerca de um quilômetro e meio até o mar. O litoral nessa área mudou substancialmente desde a época romana: acredita-se que muita terra tenha sido perdida das costas de Hayling e Selsey pela erosão e subsequente inundação.

## Clima
Assim como no restante das Ilhas Britânicas e no sul da Inglaterra, a Ilha Hayling tem um clima marítimo com verões frescos e invernos amenos. As temperaturas nunca chegaram a dois dígitos abaixo de zero, o que ilustra o relativo calor da ilha, comparável ao extremo sudoeste da Inglaterra e à sua vizinha, a Ilha de Wight. Os extremos de temperatura entre 1960 e 2010 variaram de −9,4 °C (15 °F) em janeiro de 1963, até 32,1 °C (89,8 °F) em junho de 1976.
| Dados climáticos para Hayling Island 4 m (13 pé) asl, 1991-2020, extremos 1960–2010 | Dados climáticos para Hayling Island 4 m (13 pé) asl, 1991-2020, extremos 1960–2010 | Dados climáticos para Hayling Island 4 m (13 pé) asl, 1991-2020, extremos 1960–2010 | Dados climáticos para Hayling Island 4 m (13 pé) asl, 1991-2020, extremos 1960–2010 | Dados climáticos para Hayling Island 4 m (13 pé) asl, 1991-2020, extremos 1960–2010 | Dados climáticos para Hayling Island 4 m (13 pé) asl, 1991-2020, extremos 1960–2010 | Dados climáticos para Hayling Island 4 m (13 pé) asl, 1991-2020, extremos 1960–2010 | Dados climáticos para Hayling Island 4 m (13 pé) asl, 1991-2020, extremos 1960–2010 | Dados climáticos para Hayling Island 4 m (13 pé) asl, 1991-2020, extremos 1960–2010 | Dados climáticos para Hayling Island 4 m (13 pé) asl, 1991-2020, extremos 1960–2010 | Dados climáticos para Hayling Island 4 m (13 pé) asl, 1991-2020, extremos 1960–2010 | Dados climáticos para Hayling Island 4 m (13 pé) asl, 1991-2020, extremos 1960–2010 | Dados climáticos para Hayling Island 4 m (13 pé) asl, 1991-2020, extremos 1960–2010 | Dados climáticos para Hayling Island 4 m (13 pé) asl, 1991-2020, extremos 1960–2010 |
| Mês                                                                                 | Jan                                                                                 | Fev                                                                                 | Mar                                                                                 | Abr                                                                                 | Mai                                                                                 | Jun                                                                                 | Jul                                                                                 | Ago                                                                                 | Set                                                                                 | Out                                                                                 | Nov                                                                                 | Dez                                                                                 | Ano                                                                                 |
| ----------------------------------------------------------------------------------- | ----------------------------------------------------------------------------------- | ----------------------------------------------------------------------------------- | ----------------------------------------------------------------------------------- | ----------------------------------------------------------------------------------- | ----------------------------------------------------------------------------------- | ----------------------------------------------------------------------------------- | ----------------------------------------------------------------------------------- | ----------------------------------------------------------------------------------- | ----------------------------------------------------------------------------------- | ----------------------------------------------------------------------------------- | ----------------------------------------------------------------------------------- | ----------------------------------------------------------------------------------- | ----------------------------------------------------------------------------------- |
| Recorde alta °C (°F)                                                                | 13.7 (56.7)                                                                         | 14.9 (58.8)                                                                         | 20.0 (68)                                                                           | 24.3 (75.7)                                                                         | 27.4 (81.3)                                                                         | 32.1 (89.8)                                                                         | 31.7 (89.1)                                                                         | 31.4 (88.5)                                                                         | 27.2 (81)                                                                           | 21.7 (71.1)                                                                         | 17.5 (63.5)                                                                         | 14.6 (58.3)                                                                         | 32.1 (89.8)                                                                         |
| Média alta °C (°F)                                                                  | 8.4 (47.1)                                                                          | 8.6 (47.5)                                                                          | 10.7 (51.3)                                                                         | 13.5 (56.3)                                                                         | 16.7 (62.1)                                                                         | 19.5 (67.1)                                                                         | 21.6 (70.9)                                                                         | 21.4 (70.5)                                                                         | 19.1 (66.4)                                                                         | 15.5 (59.9)                                                                         | 11.6 (52.9)                                                                         | 9.1 (48.4)                                                                          | 14.64 (58.37)                                                                       |
| Média baixa °C (°F)                                                                 | 3.7 (38.7)                                                                          | 3.5 (38.3)                                                                          | 4.8 (40.6)                                                                          | 6.4 (43.5)                                                                          | 9.5 (49.1)                                                                          | 12.3 (54.1)                                                                         | 14.5 (58.1)                                                                         | 14.6 (58.3)                                                                         | 12.6 (54.7)                                                                         | 9.9 (49.8)                                                                          | 6.5 (43.7)                                                                          | 4.2 (39.6)                                                                          | 8.54 (47.38)                                                                        |
| Recorde baixa °C (°F)                                                               | −9.4 (15.1)                                                                         | −8.9 (16)                                                                           | −5.6 (21.9)                                                                         | −2 (28)                                                                             | −0.6 (30.9)                                                                         | 2.2 (36)                                                                            | 7.8 (46)                                                                            | 7.2 (45)                                                                            | 4.2 (39.6)                                                                          | −0.2 (31.6)                                                                         | −4.6 (23.7)                                                                         | −7.2 (19)                                                                           | −9.4 (15.1)                                                                         |
| Média precipitação mm (pol.)                                                        | 83.5 (3.287)                                                                        | 56.1 (2.209)                                                                        | 46.3 (1.823)                                                                        | 47.8 (1.882)                                                                        | 41.1 (1.618)                                                                        | 45.2 (1.78)                                                                         | 46.4 (1.827)                                                                        | 49.3 (1.941)                                                                        | 59.4 (2.339)                                                                        | 84.1 (3.311)                                                                        | 90.6 (3.567)                                                                        | 86.7 (3.413)                                                                        | 736.5 (28.997)                                                                      |
| Média de dias chuvosos                                                              | 12.6                                                                                | 10.1                                                                                | 8.5                                                                                 | 8.5                                                                                 | 7.6                                                                                 | 7.1                                                                                 | 7.2                                                                                 | 7.7                                                                                 | 7.8                                                                                 | 11.2                                                                                | 13.1                                                                                | 12.3                                                                                | 113.7                                                                               |
| Source #1: Royal Dutch Meteorological Institute/KNMI                                |                                                                                     |                                                                                     |                                                                                     |                                                                                     |                                                                                     |                                                                                     |                                                                                     |                                                                                     |                                                                                     |                                                                                     |                                                                                     |                                                                                     |                                                                                     |
| Source #2: Meteoclimat                                                              |                                                                                     |                                                                                     |                                                                                     |                                                                                     |                                                                                     |                                                                                     |                                                                                     |                                                                                     |                                                                                     |                                                                                     |                                                                                     |                                                                                     |                                                                                     |

## Esportes e lazer

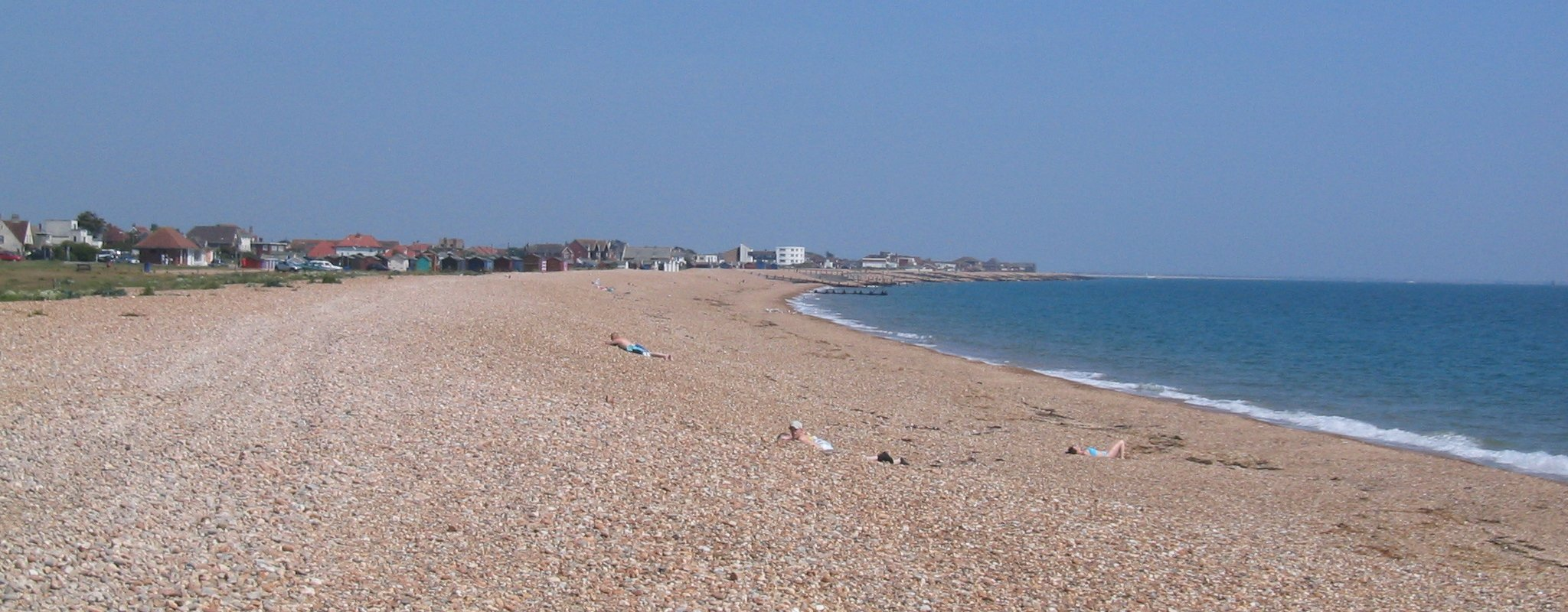
Praias da Ilha Hayling

A Ilha Hayling tem um time de futebol não pertencente à liga, o Hayling United F.C., que joga no Hayling Park.
Embora seja predominantemente residencial, Hayling também é um centro de férias, windsurf e vela, o local onde o windsurf foi inventado.
No verão de 2010, o Hayling Island Sailing Club sediou o Campeonato Mundial de Laser Standard Sênior e Júnior de 2010 (27 de agosto a 5 de setembro). O campeonato sênior foi vencido pelo australiano Tom Slingsby, enquanto o dinamarquês Thorbjoern Schierup venceu a competição júnior. Atualmente, o clube abriga muitos tipos de vela, incluindo uma crescente frota de Fireball.
Como consequência da popularidade da ilha para atividades aquáticas, há dois serviços de salva-vidas: Hayling Island Lifeboat Station, administrado pela RNLI, e Hayling Island Rescue Service, um serviço independente administrado pelo timoneiro aposentado da RNLI, Frank Dunster.
A ilha abriga uma das poucas quadras de tênis ativas no Reino Unido. Fundado em 1911, o Seacourt Tennis Club é um dos poucos no Reino Unido onde é possível praticar todos os esportes de raquete reconhecidos. A própria quadra de raquetes foi inaugurada por Sir Colin Cowdrey.
O Seacourt Tennis Club também abriga um clube de esgrima semanal com todas as idades, níveis e armas.

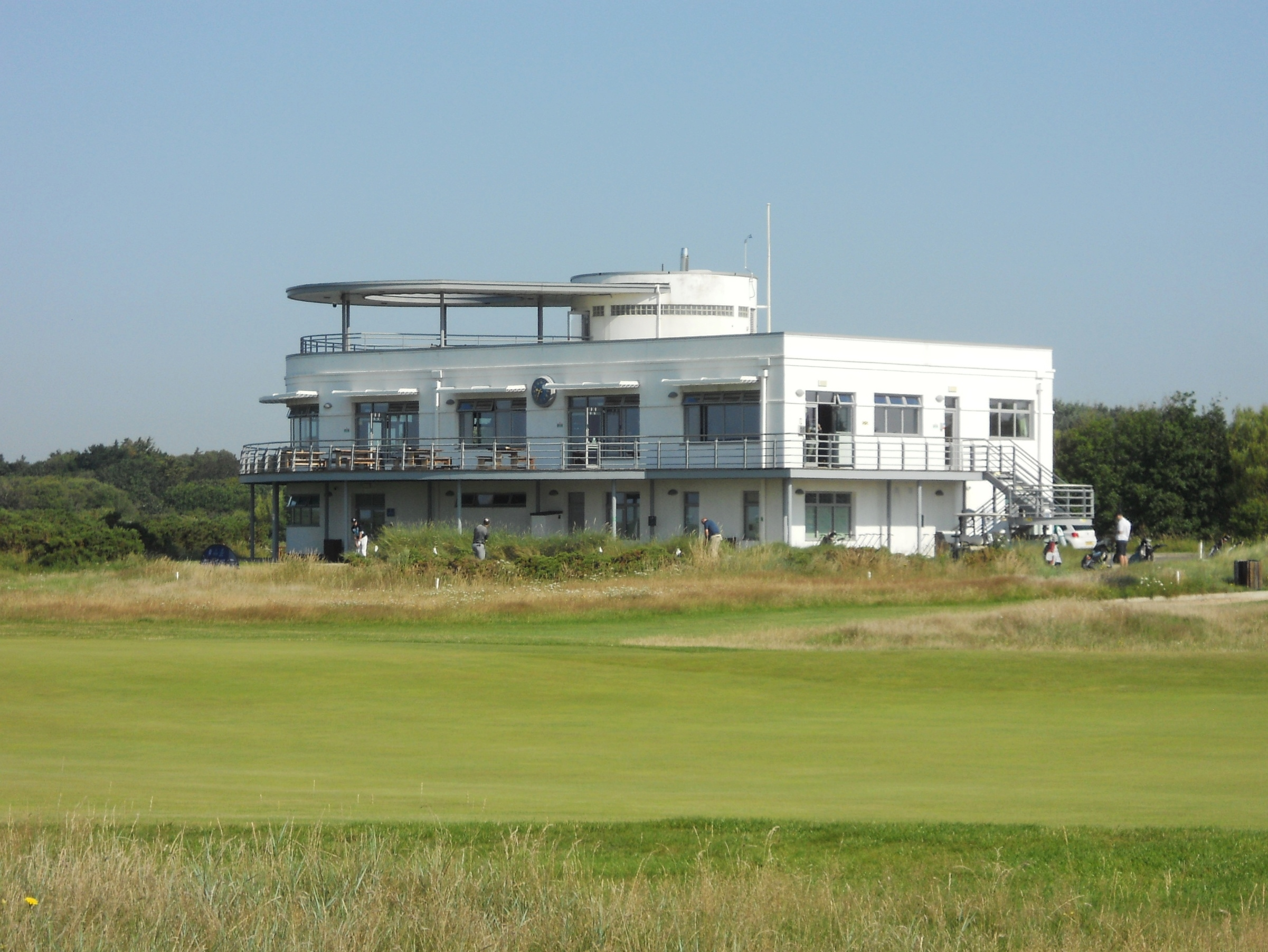
Sede do clube Hayling Golf Club

O Hayling Golf Club foi eleito um dos 100 melhores campos de golfe do Reino Unido. Um campo tradicional de links, embora relativamente curto para os padrões modernos, os fortes ventos predominantes do sudoeste, os greens rápidos, os arbustos de tojo e os tradicionais bunkers profundos fazem deste um teste severo para qualquer golfista.

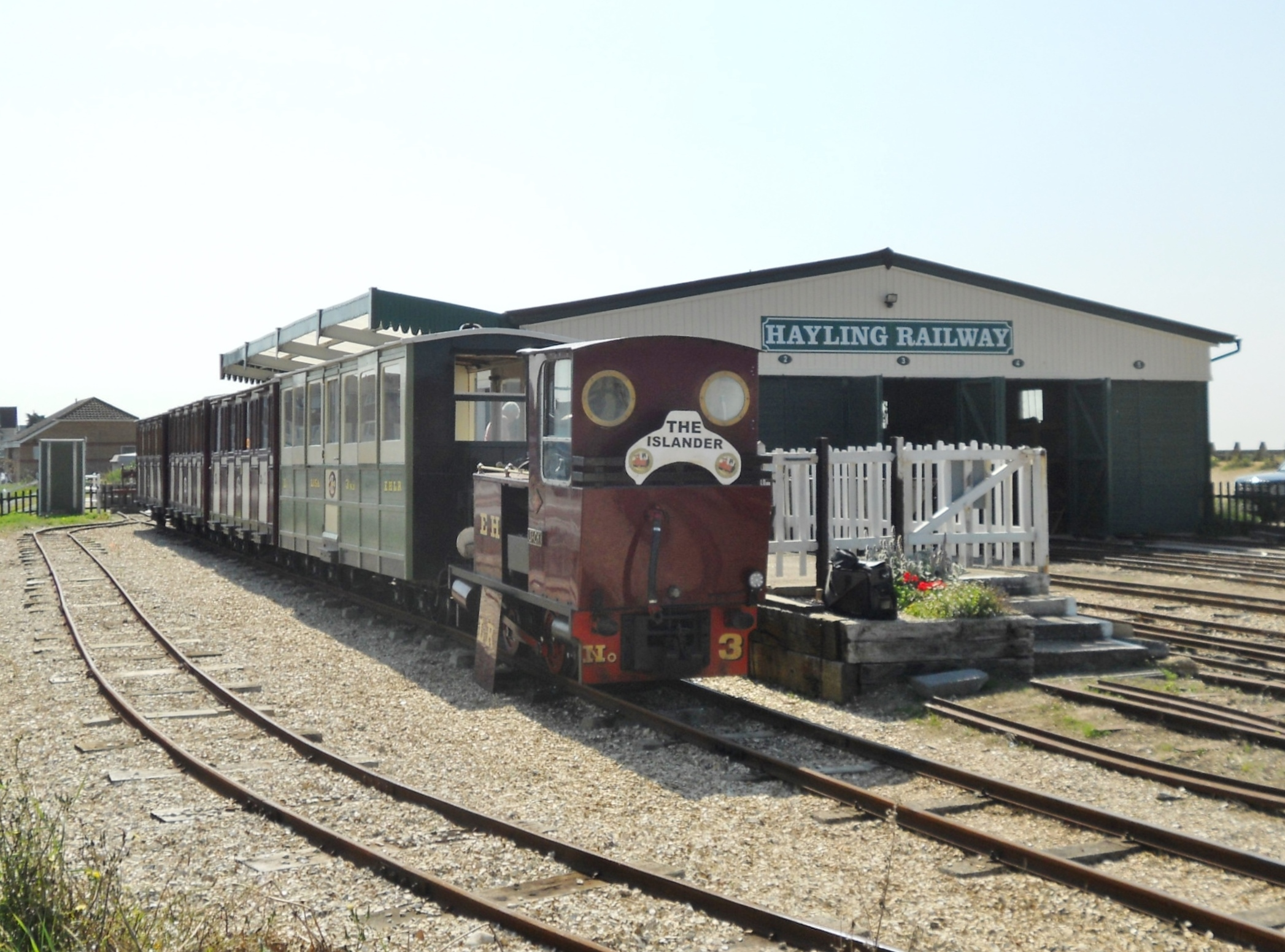
Hayling Seaside Railway

O Funland, um parque de diversões situado em Beachlands, fica aberto o ano todo, assim como a Hayling Seaside Railway, que vai do parque de diversões até a esquina de Eastoke.
A Hayling Billy Trail, de 8,0 km, é uma antiga linha de trem leve que foi convertida em uma das muitas trilhas da ilha. O mapa Ordnance Survey Explorer 120 cobre a área e o escritório de informações turísticas local fornece folhetos de caminhadas de interesse local.
O Station Theatre recebe uma variedade de peças encenadas pela Hayling Island Amateur Dramatics Society, Hayling Musical Society, eventos musicais e filmes ao longo do ano.
A ilha tem várias igrejas de diferentes denominações, incluindo três igrejas anglicanas: São Pedro em Northney, Santa Maria em Gable Head e a mais recentemente construída, a de Santo André em South Hayling.

## Transporte

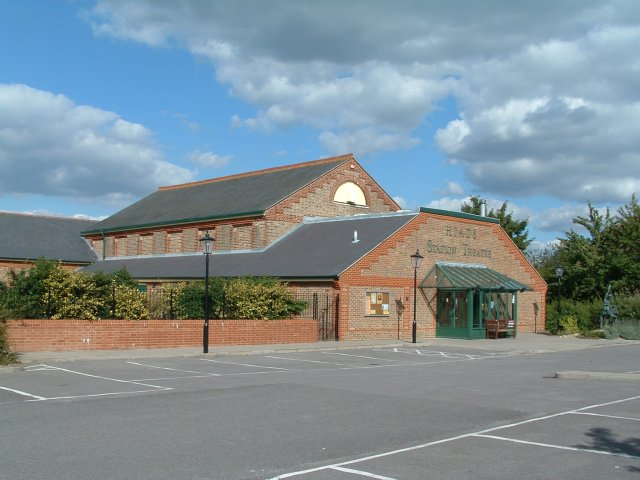
Station Theatre, West Town, Ilha Hayling

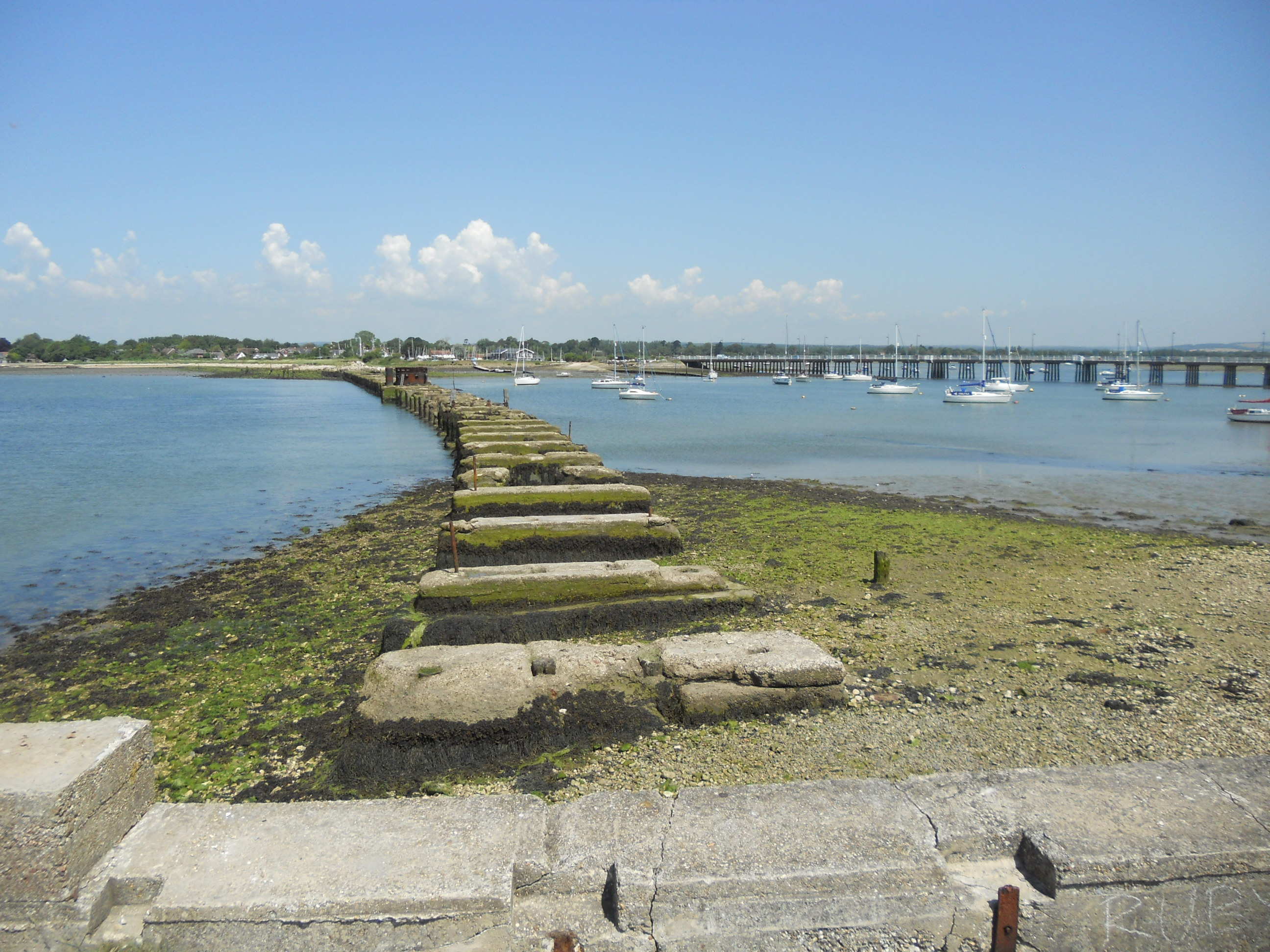
Restos da antiga ponte ferroviária que liga a Ilha Hayling ao continente. A ponte rodoviária atual pode ser vista à direita.

A balsa de Hayling liga Portsmouth à Ilha Hayling. A balsa fica movimentada no verão, com tempo bom, trazendo turistas e ciclistas para Hayling. No inverno, há uma redução significativa do uso. O serviço de balsa de e para Portsea Island era subsidiado pelas autoridades locais, o que o deixava sob constante ameaça de fechamento devido aos recursos limitados. O serviço de balsa foi interrompido quando a empresa que o operava entrou em processo de administração em março de 2015. Ele foi reaberto em agosto de 2016 pela Baker Trayte Marine Ltd.
Durante o fechamento da balsa, a única conexão pública entre a Ilha Hayling e o continente era a estrada de pista simples que liga Northney a Langstone Havant. Principalmente no verão, essa estrada pode ficar muito congestionada, fazendo com que a viagem entre a ponte e South Hayling (a área mais populosa) seja de 30 minutos a uma hora. Um projeto proposto pela Millennium para criar uma nova ponte compartilhada para pedestres e ciclistas não foi bem-sucedido.
Uma ferrovia para a ilha esteve ativa nos séculos XIX e XX. Foi inaugurada em 17 de julho de 1867, coincidindo com as corridas locais. Locomotivas a vapor Terrier puxavam vagões ao longo da Hayling Billy Line de 8 km da Havant Station, no continente, até uma estação localizada na extremidade norte da Staunton Avenue, passando por Langstone, onde havia uma parada. A ferrovia era popular entre os turistas durante todo o verão, embora tivesse pouco funcionamento no inverno e, nos horários de pico, fazia até 24 viagens por dia. Apesar de sua popularidade, a linha foi marcada para ser fechada no Relatório Beeching devido ao custo proibitivo de substituir a ponte de Langstone, que conectava a ilha ao continente, estimada em até £ 400.000 para reparo. Os serviços foram encerrados em 3 de novembro de 1963 e a ponte foi demolida em 1966. Os edifícios ferroviários remanescentes são um galpão de mercadorias, que agora foi convertido em um teatro administrado pela HIADS, e uma estação, em frente ao Ship Inn, sobre a ponte. Uma portaria ferroviária, localizada em frente à Mill Lane, foi incendiada em 15 de novembro de 2018. Acredita-se que nenhum outro edifício tenha sobrevivido.
Uma atração turística, a East Hayling Light Railway, é uma ferrovia com bitola de 610 mm que percorre pouco mais de 1,6 km da Beachlands Station até Eastoke Corner, com a intenção de estender a rota até Ferry Point nos próximos anos.
A estação de trem mais próxima da Ilha Hayling é a de Havant, logo após a Ilha Hayling, no continente. Como alternativa, Portsmouth & Southsea é outra estação de trem, usada para conexões com Bristol Temple Meads e Cardiff.

## Pessoas de destaque
- Peter Chilvers, inventor do windsurf

- Stephanie Lawrence, "uma atriz musical de raro glamour",[33] dançarina e estrela de musicais do West End, como Evita e Starlight Express,viveu sua infância na Ilha Hayling, onde seus pais dirigiam a Broadview House School[34] na Beach Road.

- Gary Mehigan, chef e juiz no MasterChef Australia, nascido e criado na Ilha Hayling.

- Herbert Arnould Olivier, um pintor de retratos e paisagens, e tio de Laurence Olivier, morreu na Ilha Hayling em 1952.

- William Padwick 1791–1861, comprou a mansão e as grandes propriedades do Duque de Norfolk, herdando o título e os direitos de "Lord of the Manor" (Senhor da Mansão). Envolvimento considerável no desenvolvimento de conexões de transporte para a ilha.

- Nevil Shute (Nevil Shute Norway),o engenheiro aeronáutico e romancista nascido em Ealing, viveu em Pond Head, na Ilha Hayling, durante a Segunda Guerra Mundial. Seus romances incluem Uma Cidade Chamada Alice e On the Beach.

- William Thomas Stead, notável ativista político e social e jornalista, tinha uma casa na Ilha Hayling – Hollybush House. Morreu com o naufrágio do Titanic.

- Martin White (1779–1846), hidrólogo responsável pelo mapeamento marítimo de áreas como Jersey, Canal da Mancha, Canal de Bristol e Mar da Irlanda

- Princesa Catherine Yurievskaya, filha mais jovem de Alexandre II da Russia, viveu na Ilha Hayling por muitos anos e foi enterrada na igreja de São Pedro em 1959.

- Robert Thomas Brudenell-Bruce, era um Comodoro da Marinha Real, herdou o Deene Park em Northamptonshire. Antes de herdar Deene Park, a família morava na Ilha Hayling. A janela oeste da Igreja de Santa Maria foi instlada em sua memória

- Maurice Wilks, engenheiro automotivo e aeronáutico, nasceu em Eastoke, Ilha Hayling, em 19 de agosto de 1904. Ele se tornou presidente da Rover Car Company e esteve envolvido no desenvolvimento da Land Rover. Ele também liderou o envolvimento da Rover no desenvolvimento do motor a jato durante a Segunda Guerra Mundial.

## Bancos de ostras de Hayling

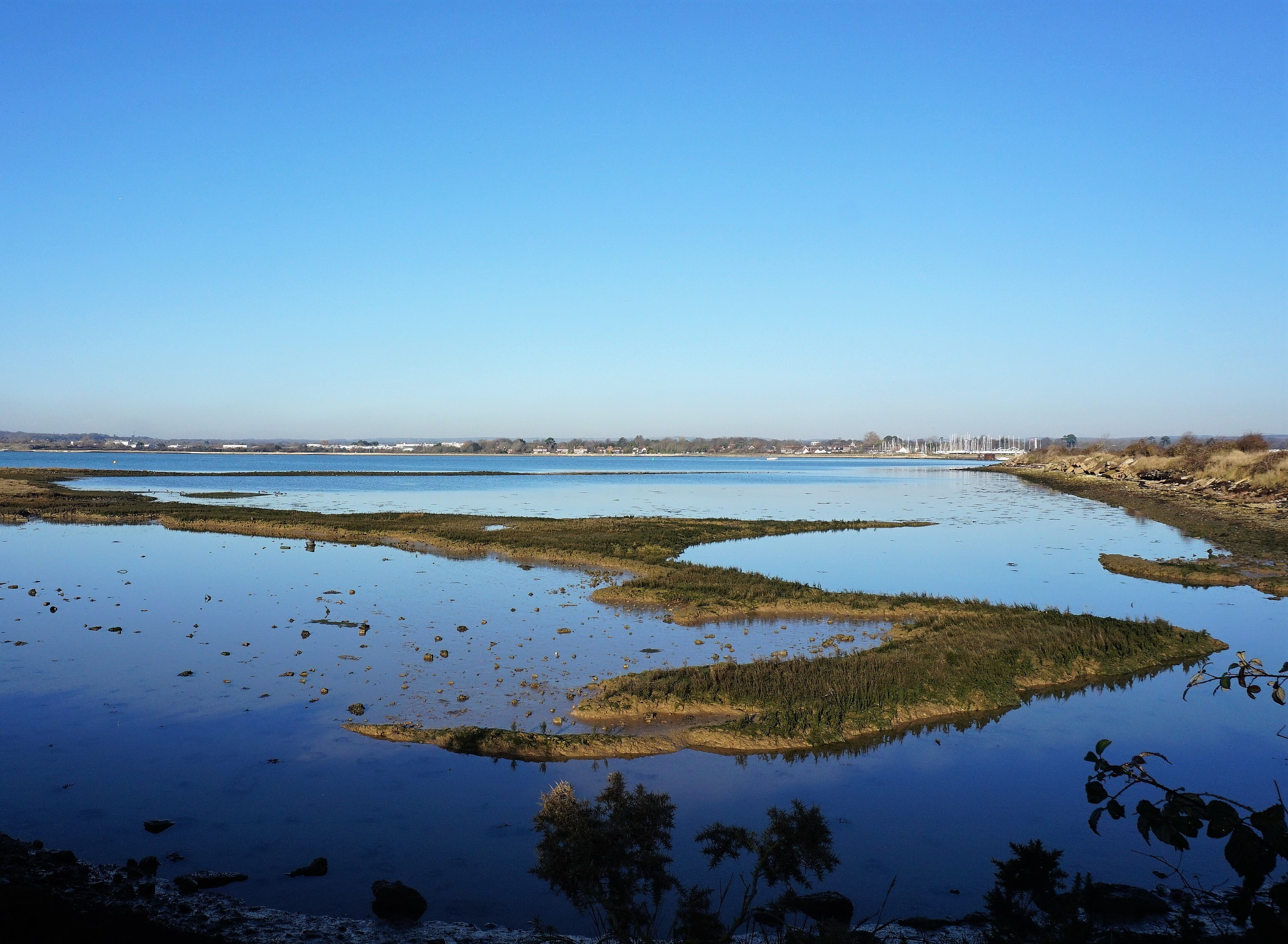
Bancos de ostras na Ilha Hayling

Ostras são pescadas nos leitos de ostras de Hayling, no canto noroeste da ilha, desde a época dos romanos, documentadas nos registros da cidade desde 1615. As ostras foram cultivadas ativamente desde 1819 até a década de 1970. As ostras se tornaram uma iguaria exportada para todo o país sob a classificação de "ostras de Emsworth". Grandes complexos compostos por vários compartimentos separados por uma série de muros de contenção e comportas foram construídos para conter as ostras em diferentes estágios de crescimento. Embora grandes seções dos muros tenham desmoronado no porto, grande parte da forma e da escala dos leitos ainda pode ser vista hoje.
Em 1996, os leitos de ostras na costa noroeste da Hayling Island foram restaurados pelo Havant Borough Council, criando um paraíso para a vida selvagem que se tornou um importante local de reprodução de aves marinhas. O Design Council concedeu a esse projeto o status de "Produto do Milênio" pela renovação.

## Geminação
A Ilha Hayling iniciou a geminação com Gorron, na França, em 1997, após muitos anos de intercâmbios sociais entre as duas comunidades, em vez da rota normal liderada pelo conselho. As cartas foram assinadas e trocadas em 1998 e agora estão expostas na biblioteca em Elm Grove. Em reconhecimento à geminação, Gorron aparece nas placas de boas-vindas, há também uma árvore de "geminação" do lado de fora da biblioteca e uma rotatória de Gorron em Beachlands. Gorron tem reconhecimentos semelhantes, incluindo a 'Rue de Hayling Island' - anteriormente Rue Victor Hugo.

## Pedalada de Paris a Hayling
A ilha é o lar da Hayling Charity Cycle Ride, que organiza um passeio anual de bicicleta beneficente, na maioria das vezes da Ilha Hayling até Paris e vice-versa. Esse evento, realizado inteiramente por voluntários locais não remunerados, foi iniciado em 1986 pelo ciclista local Peter McQuade e tem sido realizado todos os anos desde então. Até 2023, mais de £1.800.000 haviam sido arrecadados para mais de 500 causas beneficentes. Os participantes vieram de 15 países diferentes em cinco continentes. Com base em suas pesquisas, os organizadores acreditam que essa pode ser a mais antiga corrida beneficente de longa distância do mundo.

## População
Em meados e no final do século XX, a população da Ilha Hayling era conhecida por dobrar durante os meses de verão, devido ao grande fluxo de turistas e aos funcionários de turismo associados para acomodá-los. Como os feriados domésticos diminuíram e a proeminência de Hayling como um tradicional resort à beira-mar inglês seguiu em paralelo, a população só aumenta em aproximadamente 20% a 25% (estimativa do English Tourist Board, 2001).
| População | Data                                         |
| --------- | -------------------------------------------- |
| ~300      | 1086 (Domesday Book)                         |
| 578       | 1801 (censo)                                 |
| >1.600    | 1901                                         |
| >5.500    | 1950                                         |
| 16.887    | 2001 (censo, geralmente população residente) |
| 17.379    | 2011 (censo)                                 |

## Lista de comunidades
- Mengham
- Northney
- Eastoke
- West Town
- Sinah
- Sandy Point
- South Hayling
- Gable Head
- Ferry Point (balsa)
- Mill Rythe
- Tournerbury
- Stoke
- Tye

Os nomes de lugares da ilha são discutidos em um trabalho on-line de Richard Coates (2007).

## Locais de interesse
- East Hayling Light Railway
- Funland
- Ham Field
- Hayling Billy Trail
- Hayling Island Sailing Club, Sandy Point (também conhecido como Black Point)
- Northney Marina
- Seacourt Tennis Club
- Sparkes Marina
- Station Theatre
- Igreja de Santa Maria, Gable Head
- Igreja de São Pedro, Northney
- Balsa de Hayling[43] (A balsa foi reaberta em agosto de 2016 após um ano de inatividade)
- The Kench, perto de Ferry Point
- A estação salva-vidas RNLI em Sandy Point